# Maple Town Monogatari
La aldea del arce (Maple Town en inglés, メイプルタウン物語 Maple Town Monogatari en doblaje original y Gúshi de Mapletown en Taiwán) fue una popular serie de animación anglo-japonesa del año 1986 centrada en las aventuras de Patty Rabbit, Bobby Bear, y sus familias en una pequeña y utópica ciudad ficticia. La idea original partía de que en aquella época las series con más éxito en la televisión estaban en manos de personajes antropomorfos vinculados al reino animal.
La serie fue escrita por Chifude Asakura y dirigida por Junichi Satoh.
Series como Banner y Flappy y El bosque de Tallac entre otras estaban en ese momento a la orden del día. La productora nipona Tokio Movie Shinsa no tuvo ningún inconveniente en adaptar el guion de Chifude Asakura, Kuo Shin Liu, Shigeru Yanagawa para la pequeña pantalla.
La serie estaba compuesta por cincuenta y dos capítulos de media hora de duración cada uno, aunque en España en cambio solo se proyectaron 26 episodios en primer pase. Desde las reposiciones se añadieron los capítulos restantes.
La Aldea del Arce supuso para los estudios Toei Animation, aparte de un reconocimiento popular en todo el planeta, un punto y aparte en su estilo y una gran campaña de merchandising bastante amplia, ya que la serie llegó a fascinar a público de todas las edades, siendo una serie con la que muchos han crecido y pasando a la historia como otra importante serie anime infantil a la altura de Heidi, Marco o Ulises 31, entre muchas otras.
Por otro lado, suponía una enseñanza pedagógica para los televidentes.  Es conocida por múltiples generaciones de nostálgicos e infantes. La música estaba compuesta por Akiko Kosaka.
La versión estadounidense de la serie mostraba una moralidad prominentemente occidental. Cada capítulo estaba precedido por un corto presentado por "La señorita Maple" (Janice Adams), quien contaba la moral del episodio.

## Argumento
La historia trataba sobre los habitantes de una aldea en medio del bosque. La intrépida Patty, una simpática conejilla y su amigo Bobby junto a múltiples personajes más viven las aventuras típicas de una aldea, con todos los problemas, las alegrías y los peligros de la vida diaria en comunidad.
Cuenta la historia de Patty Rabbit, una conejita que acaba de llegar a la aldea con su familia. Al poco de llegar, Patty se hace amiga de Bobby Bear, un osito de su edad, así como el patoso ladrón, el lobo Gretel.

## Personajes
Patty Conejo: es la protagonista de la serie. Es aventurera, hábil e intrépida. Es una conejita color café, que suele lucir un vestido rosa de algodón cosido a mano por su madre con un delantal blanco y un coletero de bolas rosas en la oreja izquierda. Es la hija del cartero de Aldea del Arce y su mejor amigo es Bobby, con el que suele salir a explorar o a cazar insectos.
Anne Conejo: es la hermana mayor de Patty, también es una coneja café, pero un poco más oscuro. Al contrario que ella, Anne quiere aprender a ser toda una señorita y trata de ser muy formal, pero su hermana la saca de sus casillas. Lleva un vestido azul, también con un delantal blanco encima.
Ricki Conejo: es el hermano pequeño de la familia Conejo. Es un conejo color crema amarillento, y suele llevar un pequeño rizo de pelo en la frente, y viste una camisa blanca y un peto rojo con un corazón amarillo encima.
Reachel Conejo: es la más pequeña de la familia Conejo, una conejita casi blanca que suele llevar un pijama rosa pastel de cuerpo entero, y siempre va en brazos de su madre.
Sra. Conejo: es la madre de Patty, Anne, Ricki y Reachel. Es una coneja de color tostado, con un vestido de rayas verdes y blancas con un delantal amarillo pálido. Es una madre atenta y se preocupa por sus hijos.
Sr. Conejo: es el cartero de Aldea del Arce y el padre de Patty, Anne, Ricki y Reachel. Es un conejo responsable, agradable y simpático, siempre dispuesto a ayudar a los ciudadanos. Suele lucir una camisa blanca con adornos verdes, con una corbata a juego con esos accesorios, debajo de un chaleco amarillento. También lleva unos vaqueros y unos mocasines marrones. A veces lleva una visera azul oscura.
Bobby Oso: es un osezno marrón, muy aficionado a las aventuras, la caza de insectos y los novillos. Es el mejor amigo de Patty, y a veces siente celos de que pase tiempo con Johnny Perro. Lleva una camiseta de rayas horizontales en tono rojo y blanco con un peto vaquero encima y unos botines. No soporta cuidar a sus hermanos (Kan, Kon y Kun), pero nunca hace caso a su otra hermana.
Prim Prim es una cerdita blanca, gordita, y que viste un vestido rojo.
Sra. Quirina es una zorra muy elegante, la madre de Diana y su hermano, de una familia muy rica y con criados y coche lujoso.
Sr. Zorro es un zorro, marido de la Sra. Quirina.
Diana es una zorra.
Johnny es el hijo del médico y de su mujer la enfermera. Hijo único es mimado y sobreprotegido por sus padres. Es muy estudioso porque de mayor quiere ser médico.

## Tema de inicio

### Japonés
La música original fue compuesta por Akiko Kosaka.

### Inglés
El opening en inglés está compuesto por Haim Saban y Shuki Levy. La canción se llama My favorite place to be Maple Town.

### Español
El opening y ending están escritos por Emilio Aragón y Rita Irasema e interpretados por el grupo infantil Monano y su banda.

## Secuela y película
La serie contó con una película de cines de 30 min, donde la aventura trascurre en un globo aerostático. De esta película solo se vio en occidente mediante Flash-backs del capítulo final.
La aldea del arce contó con una secuela llamada en japonés Palm Town Shin Maple Town.
En ella contaría la vida de Patty después de irse a trabajar con su tía a Palm Town (Palmi en España).
Mientras la primera serie se ambientaba en un pueblo canadiense de los años 30, aquí se basa en la California de los 80.
La serie contó 52 capítulos y un final para una tercera serie que nunca llegó a realizarse.
Palm Town, nunca llegó a emitirse en occidente y fue descubierta con la difusión de internet en la década del 2000.